# La Pedrera (Amazonas)
Ne doit pas être confondu avec La Pedrera (Rocha) ou La Pedrera (Rivera).
La Pedrera est un corregimiento départemental de Colombie, situé dans le département d'Amazonas. Le village est établi sur la rive droite (sud) de la rivière Caquetá — un important cours d'eau du bassin amazonien, affluent du fleuve Amazone par la rivière Solimões — et à environ une vingtaine de kilomètres à vol d'oiseau à l'ouest de la frontière entre la Colombie et le Brésil. Il est desservi par l’aéroport de La Pedrera, situé à proximité immédiate et au sud-est du village, une infrastructure essentielle pour la population locale, isolée au sein de la forêt amazonienne.

## Démographie
Selon les données récoltées par le DANE lors du recensement de la population colombienne en 2005, La Pedrera compte une population de 1 187 habitants.

## Transports
- Aéroport de La Pedrera